# Ontonagon
Ontonagon /Prema Slovencu Baragi, velikom prijatelju Chippewa, naziv Ontonagon došao je prema njihovoj tradiciji, po tome što, kada je jedna žena otišla na rijeku po vodu, ispala joj je posuda iz ruku i pala na dno rijeke. Ona je tada zakukala 'nid nind ondgan, nind ondyan! Ah, moja posuda, moja posuda!/, jedna od brojnih bandi Chippewa Indijanaca s rijeke Ontonagon u Michiganu. 
Ontonagoni se danas vode kao jedna od skupina Gichigamiwininiwag (Lake Superior Chippewa) Indijanaca a naseljeni su na rezervatu L'Anse u okrugu Baraga u Michiganu. Njihov rezervat Ontonagon u okrugu Ontonagon, na južnoj obali jezera Superior je nenastanjen. Popuacija : 3,159 (1999; BIA).